# ماتریس الحاقی
در جبر خطی، ماتریسِ الحاقیِ (به انگلیسی: Adjugate matrix or Adjunct matrix) یک ماتریسِ مربعی، ترانهادهٔ ماتریسِ همسازه‌هایِ آن ماتریس، است. ماتریسِ همسازه‌ها (به انگلیسی: matrix of cofactors or comatrix) به ماتریسی که شامل همه همسازه‌هایِ یک ماتریس می‌باشد، گفته می‌شود. از ماتریسِ الحاقی برای محاسبهٔ ماتریس وارون استفاده می‌شود. 

## تعریف
فرض کنید {\displaystyle A} ماتریسی مربعی باشد.
- کِهادِ {\displaystyle ij}امِ ماتریسِ {\displaystyle A}، عبارت است از دترمینانِ ماتریسِ مربعی‌ای که از حذف سطرِ {\displaystyle i}ام و ستونِ {\displaystyle j}امِ ماتریسِ {\displaystyle A} بدست می‌آید و آنرا با {\displaystyle \mathbf {M} _{ij}} نشان می دهیم.
- همسازۀ {\displaystyle ij}امِ ماتریسِ {\displaystyle A}، از رابطهٔ زیر به دست می‌آید:

{\displaystyle \mathbf {C} _{ij}=(-1)^{i+j}\mathbf {M} _{ij}.\,}
حال، ماتریس الحاقیِ ماتریسِ {\displaystyle A}، برابر است با ترانهادهٔ ماتریسِ {\displaystyle \mathbf {C} } (ماتریسِ {\displaystyle \mathbf {C} } همان ماتریسِ همسازه‌ها می‌باشد):
{\displaystyle \mathrm {adj} (\mathbf {A} )=\mathbf {C} ^{T}.\,}

## مثال‌ها

### ماتریس‌ ۲ × ۲
ماتریس الحاقی ماتریس ۲ × ۲ 
{\displaystyle \mathbf {A} ={\begin{pmatrix}{a}&{b}\\{c}&{d}\end{pmatrix}}}
برابر است با
{\displaystyle \operatorname {adj} (\mathbf {A} )={\begin{pmatrix}\,\,\,{d}&\!\!{-b}\\{-c}&{a}\end{pmatrix}}.}

### ماتریس‌  ۳ × ۳
ماتریس ۳ × ۳ زیر را در نظر بگیرید
{\displaystyle \mathbf {A} ={\begin{pmatrix}A_{11}&A_{12}&A_{13}\\A_{21}&A_{22}&A_{23}\\A_{31}&A_{32}&A_{33}\end{pmatrix}}={\begin{pmatrix}1&2&3\\4&5&6\\7&8&9\end{pmatrix}}.}
ماتریس الحاقی، ترانهادهٔ ماتریس همسازهٔ آن است، پس
{\displaystyle \mathbf {C} ={\begin{pmatrix}+\left|{\begin{matrix}A_{22}&A_{23}\\A_{32}&A_{33}\end{matrix}}\right|&-\left|{\begin{matrix}A_{21}&A_{23}\\A_{31}&A_{33}\end{matrix}}\right|&+\left|{\begin{matrix}A_{21}&A_{22}\\A_{31}&A_{32}\end{matrix}}\right|\\&&\\-\left|{\begin{matrix}A_{12}&A_{13}\\A_{32}&A_{33}\end{matrix}}\right|&+\left|{\begin{matrix}A_{11}&A_{13}\\A_{31}&A_{33}\end{matrix}}\right|&-\left|{\begin{matrix}A_{11}&A_{12}\\A_{31}&A_{32}\end{matrix}}\right|\\&&\\+\left|{\begin{matrix}A_{12}&A_{13}\\A_{22}&A_{23}\end{matrix}}\right|&-\left|{\begin{matrix}A_{11}&A_{13}\\A_{21}&A_{23}\end{matrix}}\right|&+\left|{\begin{matrix}A_{11}&A_{12}\\A_{21}&A_{22}\end{matrix}}\right|\end{pmatrix}}={\begin{pmatrix}+\left|{\begin{matrix}5&6\\8&9\end{matrix}}\right|&-\left|{\begin{matrix}4&6\\7&9\end{matrix}}\right|&+\left|{\begin{matrix}4&5\\7&8\end{matrix}}\right|\\&&\\-\left|{\begin{matrix}2&3\\8&9\end{matrix}}\right|&+\left|{\begin{matrix}1&3\\7&9\end{matrix}}\right|&-\left|{\begin{matrix}1&2\\7&8\end{matrix}}\right|\\&&\\+\left|{\begin{matrix}2&3\\5&6\end{matrix}}\right|&-\left|{\begin{matrix}1&3\\4&6\end{matrix}}\right|&+\left|{\begin{matrix}1&2\\4&5\end{matrix}}\right|\end{pmatrix}}.}
بنابراین خواهیم داشت
{\displaystyle \operatorname {adj} (\mathbf {A} )={\begin{pmatrix}+\left|{\begin{matrix}A_{22}&A_{23}\\A_{32}&A_{33}\end{matrix}}\right|&-\left|{\begin{matrix}A_{12}&A_{13}\\A_{32}&A_{33}\end{matrix}}\right|&+\left|{\begin{matrix}A_{12}&A_{13}\\A_{22}&A_{32}\end{matrix}}\right|\\&&\\-\left|{\begin{matrix}A_{21}&A_{23}\\A_{31}&A_{33}\end{matrix}}\right|&+\left|{\begin{matrix}A_{11}&A_{13}\\A_{31}&A_{33}\end{matrix}}\right|&-\left|{\begin{matrix}A_{11}&A_{13}\\A_{21}&A_{23}\end{matrix}}\right|\\&&\\+\left|{\begin{matrix}A_{21}&A_{22}\\A_{31}&A_{32}\end{matrix}}\right|&-\left|{\begin{matrix}A_{11}&A_{12}\\A_{31}&A_{32}\end{matrix}}\right|&+\left|{\begin{matrix}A_{11}&A_{12}\\A_{21}&A_{22}\end{matrix}}\right|\end{pmatrix}}={\begin{pmatrix}+\left|{\begin{matrix}5&6\\8&9\end{matrix}}\right|&-\left|{\begin{matrix}2&3\\8&9\end{matrix}}\right|&+\left|{\begin{matrix}2&3\\5&6\end{matrix}}\right|\\&&\\-\left|{\begin{matrix}4&6\\7&9\end{matrix}}\right|&+\left|{\begin{matrix}1&3\\7&9\end{matrix}}\right|&-\left|{\begin{matrix}1&3\\4&6\end{matrix}}\right|\\&&\\+\left|{\begin{matrix}4&5\\7&8\end{matrix}}\right|&-\left|{\begin{matrix}1&2\\7&8\end{matrix}}\right|&+\left|{\begin{matrix}1&2\\4&5\end{matrix}}\right|\end{pmatrix}}}
که
{\displaystyle \left|{\begin{matrix}A_{im}&A_{in}\\\,\,A_{jm}&A_{jn}\end{matrix}}\right|=\det \left({\begin{matrix}A_{im}&A_{in}\\\,\,A_{jm}&A_{jn}\end{matrix}}\right).}

## خواص
ماتریس الحاقی خواص زیر را دارد
{\displaystyle \mathrm {adj} (\mathbf {I} )=\mathbf {I} \,}
{\displaystyle \mathrm {adj} (\mathbf {AB} )=\mathrm {adj} (\mathbf {B} )\,\mathrm {adj} (\mathbf {A} )\,}
{\displaystyle \mathrm {adj} (c\mathbf {A} )=c^{n-1}\mathrm {adj} (\mathbf {A} )}
برای تمام ماتریس های مربعی A و B